# جان اشتون (بازیگر)
جان اشتون (به انگلیسی: John Ashton) (۲۲ فوریه ۱۹۴۸ – ۲۶ سپتامبر ۲۰۲۴) بازیگر آمریکایی بود.
از فیلم‌های معروف او می‌توان به فیلم های پلیس بورلی هیلز، پلیس بورلی هیلز ۲، گریز نیمه‌شب، با دیدلز آشنا شوید، به دام افتاده در بهشت، او یک بچه دارد، سوی موفرفری، زندگی کینگ کونگ و پلیس بورلی هیلز ۴ اشاره کرد.